# Nat Gonella
Pour les articles homonymes, voir Gonella.
Nat Gonella né le 7 mars 1908 à Londres, mort le 6 août 1998 est un trompettiste, chef d'orchestre et chanteur de jazz britannique.

## Carrière
Il débute en 1931 dans les orchestres de Stanley Black, Roy Fox et Billy Cotton. Admirateur de Louis Armstrong, Gonella le rencontre en 1932 à Londres. Il monte en 1934 avec son frère Bruts un orchestre les Georgians avec lequel il enregistre des faces chez Decca Records et Brunswick Records. Il enregistre en 1939 à New York avec Benny Carter et le sextette de John Kirby. Il revient en Angleterre où pendant la guerre il se produit sur le continent et en Afrique du nord pour la Royal Army. Il devient une grande vedette nationale puis dans les années 1950 il tourne avec le comédien Max Miller. En 1960 il reconstitue les Georgians et en 1962 se produit pour des clubs associatifs dans le Lancashire. Il fait la une des journaux en 1997 lorsque le groupe White Town a échantillonné dans son hit Your Woman un extrait d'un morceau My Woman enregistré par Al Bowlly et Roy Fox en 1932 dans lequel il joue de la trompette bouchée.

## Source
André Clergeat, Philippe Carles Dictionnaire du jazz Bouquins/Laffont 1990 p. 388